# Victor (voornaam)
Victor of Viktor is een voornaam. De naam betekent overwinnaar en is afkomstig uit het Latijn. De betekenis van de vrouwelijke vorm van de naam, Victoria, is overwinning. Victoria is ook de vrouwelijke vorm van deze voornaam.
Een andere vrouwelijk variant van deze naam is de meisjesnaam Vicky of Victorine, andere varianten zijn Viktor, Victorinus, Vic, Vik en Victoor.

## Heiligen
- Victor van Marseille Patroon van de korenmolenaars
- Victor van Xanten

## Bekenden met de naam Victor
- Viktor Alonen, Estisch voetballer

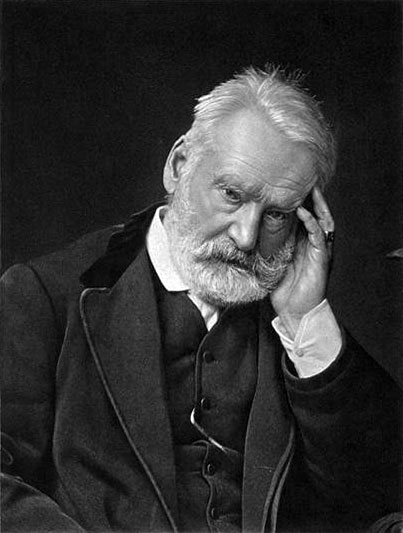
Victor Hugo

- Víctor Aristizábal, Colombiaans voetballer
- Victor van Aveyron, een zogenoemd ´wolfskind´
- Víctor Bonilla, Colombiaans voetballer
- Victor Emanuel I van Sardinië
- Victor Emanuel II van Italië
- Victor Emanuel III van Italië
- Viktor Gorbatko, Russisch ruimtevaarder
- Victor Horta, Belgisch architect
- Victor Hugo, Frans schrijver
- Victor Marijnen, Nederlands minister-president
- Víctor Marulanda, Colombiaans voetballer
- Victor Mids, Nederlands illusionist
- Víctor Pacheco, Colombiaans voetballer
- Victor Palciauskas, Amerikaans schaker
- Victor Pițurcă, Roemeens voetballer en voetbalcoach
- Victor Ponta, Roemeens minister-president
- Victor Reinier, Nederlands acteur
- Victor Vasarely, Hongaars kunstenaar
- Victor Westhoff, Nederlands bioloog
- Victorinus, Romeins keizer
- Paus Victor I (189-199)
- Paus Victor II (1055-1057)
- Paus Victor III (1085-1087)
- Tegenpaus Victor IV (Gregorius) (1138)
- Tegenpaus Victor IV (Octavianus) (1159)
- Viktor Brand, Nederlandse presentator
- Viktor Kortsjnoj, Russisch schaker
- Viktor Koeprejtsjik, Russisch schaker
- Viktor Lutze, Duits nationaalsocialist
- Víctor Mendoza, Ecuadoraans voetballer
- Viktor Onopko, Russische voetballer
- Viktor Orban, premier van Hongarije
- Viktor (Vito) Timmel, Italiaanse kunstschilder
- Víctor Ugarte (1926-1995), Boliviaans voetballer